# Sheikh Muszaphar Shukor
Sheikh Muszaphar Shukor Al Masrie bin Sheikh Mustapha (Kuala Lumpur, 27 de julio de 1972) es médico cirujano ortopédico y el primer cosmonauta de Malasia.
Fue enviado al espacio el 10 de octubre de 2007 a bordo de la astronave Soyuz TMA-11 para una misión en la Estación Espacial Internacional, junto al cosmonauta ruso Yuri Malenchenko y a la astronauta estadounidense Peggy Whitson, que mandará la Expedición 16 de la EEI. 
Shukor forma parte de la tripulación como cosmonauta seleccionado del programa espacial Angkasawan, un acuerdo entre la Roscosmos y el gobierno de Malasia. Retornará a la Tierra en compañía de los cosmonautas Fyodor Yurchikhin y Oleg Kotov, integrantes de la Expedición 15 que terminará.
Médico ortopedista integrante del equipo del Hospital General de Kuala Lumpur, Shukor fue seleccionado a inicios de 2006, junto con otros tres inscritos aprobados, para el programa espacial malayo Angkasawan, formulado para entrenar y llevar un malayo al espacio en una joint venture tecnológica con la Federación Rusa. Tras pruebas iniciales en la Ciudad de las Estrellas, Sheikh Shukor fue enviado como finalista para un período de dieciocho meses de entrenamiento en Rusia, al término de los cuales fue el seleccionado para integrar la tripulación de la misión.
El Soyuz TMA-11, con sus tres tripulantes, fue lanzada a las 13:22 del 10 de octubre de 2007, hora local del centro de lanzamiento de Baikonur. A pesar de ser considerado por la NASA y por la Agencia Espacial Rusa sólo como un participante del vuelo espacial, Shukor no es un turista espacial, pues no pagó por el viaje y realizó intensos entrenamientos acordados entre las agencias espaciales malaya y rusa. Durante su permanencia de nueve días en la EEI, pretende realizar estudios diversos sobre las características y el crecimiento de las células de cáncer de hígado y leucemia, y sobre la cristalización de varias proteínas y microbios en el espacio.
Dado que Sheikh Muszaphar Sukhor es musulmán, y su estadía en el espacio coincidirá con la parte final del Ramadán, el Consejo Nacional Islámico Fatwa de Malasia ha redactado la primera guía para musulmanes en el espacio. El documento de 18 páginas se titula "Guía para el Desarrollo de Ritos Islámicos (Ibadah) en la Estación Espacial Internacional", y detalla temas como la manera debida de orar en un ambiente de ingravidez, cómo orientarse hacia La Meca desde la Estación Espacial Internacional, cómo determinar los tiempos de oración y temas sobre el ayuno. La guía se ha traducido al árabe, inglés y ruso.